# معركة وادي مندريس الأصغر
معركة وادي مندريس الأصغر (بالإنجليزية: Battle of the Meander)‏، وقعت في ديسمبر 1147، أثناء الحملة الصليبية الثانية. قاوم الجيش الصليبي الفرنسي، تحت قيادة لويس السابع، بنجاح هجوم سلاجقة الروم على نهر وادي مندريس.

## الخلفية
تمكَّن المُسلمون بِقيادة أمير الموصل وحلب عماد الدين الزنكي من استرداد الرُّها يوم 26 جُمادى الآخرة 539هـ المُوافق فيه 23 كانون الأوَّل (ديسمبر) 1144م، وإعادتها إلى أحضان الإسلام بعد أقل من خمسين سنة من احتلال الصليبيين لها. وشكَّل هذا الحدث صدمة عنيفة مُؤلمة لِلصليبيين تردَّدت أصداؤها في كُلِّ مكان، وسُرعان ماوصلت إلى روما وعلم بها البابا إيجين الثالث، فأدرك أنَّ البناء الكبير الذي شيَّدهُ الصليبيُّون في حملتهم الأولى أخذ يتزعزع، وإن لم يُسارع الغرب الأوروپي إلى ترميم ذلك البناء فإنَّهُ لن يلبث أن ينهار. لِذلك، سارع البابا إلى إصدار مرسومٍ دعا فيه إلى قيام حملةٍ صليبيَّةٍ جديدةٍ ضدَّ المُسلمين. تألفت الحملة الصليبيَّة من جيشين كبيرين ينتميان إلى أكبر دولتين في أوروپَّا الغربيَّة: مملكة فرنسا والإمبراطوريَّة الرومانيَّة المُقدَّسة، وقادها أكبر عاهلين كاثوليكيين هُما كونراد الثالث إمبراطور ألمانيا، ولويس السابع ملك فرنسا، وكان الأوَّل هو السبَّاق في الزحف، فخرج على رأس عشرين ألفًا من الرجال، وسار يُريدُ القُسطنطينيَّة. وعندما وصل الصليبيُّون إلى حُدُود الإمبراطوريَّة البيزنطيَّة تكرَّرت المشاهد نفسها التي حدثت عند زحف حملتيّ الفُقراء والأولى، وذلك من ناحية اعتداء هؤلاء على سُكَّان البلاد التي مرُّوا بها إلى أن وصلوا إلى القُسطنطينيَّة ممَّا أثار مُشكلاتٍ جديدةٍ مع البيزنطيين، إلَّا أنَّ عودة الوفاق بين كونراد الثالث وعمانوئيل سمح لِلأوَّل بِالعُبُور إلى آسيا الصُغرى. ولمَّا عبر كونراد الثالث مع جُمُوعه البوسفور أرسل إليه الإمبراطور مُرشدين لِيصحبوه أثناء اجتياز الأناضول، وفي الوقت نفسه أرسل كِتابًا إلى السُلطان مسعود يحُثُّه فيه على اعتراض الحملة الصليبيَّة ومنعها من الوُصُول إلى قونية أو العُبُور نحو الشَّام إذ كان عمانوئيل مشهورًا بِازدواجيَّته السياسيَّة تجاه الصليبيين.
قرَّر كونراد الثالث ألَّا ينتظر مجيء الفرنجة وأن يسير نحو قونية ومنها إلى الشَّام مع بدأ الحملة الصليبية الثانية، وهو يعتقد أنَّ أهالي القُرى والبلدات من الروم سيمُدُّون جيشه بِالمؤن والمتاع الضروريَّة، ولم يُدرك أنَّ السيادة البيزنطيَّة على تلك البلاد كانت إسميَّةً فقط، وأنَّ الحُكم الفعلي على الأرض كان لِلأُمراء والقادة التُرك التابعين لِلسُلطان السُلجُوقي، وأنَّ هؤلاء سيحولون بين الصليبيين وبين أي مدد. أضف إلى ذلك أساء كونراد الثالث تقدير المسافة نحو قونية، ولم يُدرك مدى وُعُورة الطريق عبر الممرَّات الجبليَّة، فأُصيب جيشه بِالإرهاق والتعب، وعانى من نقصٍ في الإمدادات، فاضطرَّ الجُند إلى أكل دوابهم. وعلم السُلطان مسعود بِالحال السيِّئة التي كان يمُرُّ بها الصليبيُّون، فتراجع أمامهم وفق خطَّةٍ ذكيَّةٍ حتَّى وصلوا في تقدُّمهم إلى قلب فريجيا، وقد نشر جُندهُ على قمم الجبال المُحيطة بهم. ولمَّا وصل الصليبيُّون إلى تُخُوم ضورليم داهمهم الجيش السُلجُوقي، وكان قد استبدَّ بهم التعب والظمأ، فاختلَّت قيادتهم، وحاولوا الاحتماء في شعاب الجبال، لكنَّ السلاجقة أحاطوا بهم وأمطروهم وابلًا من السِّهام، وفقد الجُنُود الصليبيُّون ميزة استعمال السِّهام لِإبعاد المُسلمين، كما كانت خُيُولهم مُرهقة لقلَّة ما أُطعمت. عندئذٍ قرَّر كونراد الثالث الانسحاب والعودة من حيثُ أتى، لكنَّ السلاجقة لم يتركوه وشأنه، فهاجموا مُؤخرة جيشه ومُقدِّمته وقلبه، فدبَّت الفوضى في صُفُوفه، وتعرَّض أفراده لِأفدح الخسائر بين قتلٍ وأسر، فخسر الصليبيُّون تسعة أعشار الجيش، وأُصيب كونراد الثالث نفسه بِجُرحين، لكنَّهُ تمكَّن من الفرار ناجيًا بِحياته في حين غنم المُسلمون أثقالًا لا حصر لها، بحيث قال بعض المُؤرخين الغربيين نقلًا عن شُهُودٍ خبروا المعركة: «اغتنى التُرك لِكثرة ما غنموا من قطع الذهب والفضَّة المُتناثرة على الأرض كالحصى اللامعدود».

## المعركة
خِلال الوقت الذي كان يجري فيه القتال بين السلاجقة والصليبيين الألمان عبر الفرنجة البوسفور إلى آسيا الصُغرى، ووصلوا نيقية حيثُ علموا بِهزيمة كونراد وجُنُوده. ولم يلبث لويس السابع أن اجتمع بِنظيره الألماني وقرَّرا الزحف إلى الشَّام عبر الطريق الساحلي بعيدًا عن جوف سلطنة سلاجقة الروم، وأن يظلَّا داخل الأراضي البيزنطيَّة، لكنَّ هذه الرحلة كانت حافلة بِالصعاب أيضًا، إذ استمرَّ السلاجقة يُهاجمون الصليبيين ويفتكون بهم حتَّى أنهكوهم. ولمَّا بلغ الملكان مدينة أفسس ساءت صحَّة كونراد الثالث ممَّا اضطرَّه إلى العودة إلى القُسطنطينيَّة في حين تابع الملك لويس السابع طريقه، وعلى الرُغم من الاحتياطات التي اتخذها الملك سالف الذِكر، فقد فاجأه السُلطان مسعود في وادي مندريس، ودارت بين الطرفين رحى معركة وادي مندريس الأصغر واستطاع الصليبيُّون خلالها شق طريقهم بِصُعُوبة ومُتابعة زحفهم نحو الشَّام.

## النتائج
لم يكن الانتصار كافياً لإيقاف هجمات السلاجقة. فبعد أيام قليلة من معركة مندريس، تكبد الجيش الفرنسي هزيمة ساحقة في جبل قدموس. وأنَّ القبائل التُركُمانيَّة البدويَّة الضاربة في المنطقة أخذت تُطاردهم وتخطَّفت بِالقتل جُنُود المُؤخرة والشاردين والمرضى، ولم يُنجِ الجيش الصليبي من الفناء الشامل سوى هُبُوط الظلام حيثُ انسحب التُركُمان.علاوة على ذلك، يقول المؤرخ جوانثون فليپس أن معركة مندريس تعتبر هامة لأنها ساعدت على الاستيعاب الكامل لفشل الحملة الصليبية الثانية. ،